# Agnezia himeboja
Agnezia himeboja is een zakpijpensoort uit de familie van de Agneziidae. De wetenschappelijke naam van de soort is voor het eerst geldig gepubliceerd in 1915 door Oka.